# 北京观察
《北京观察》，是德国之声中文网于2011年9月开办的一个栏目，该栏目主要发表居住在中国大陆的一些作家、学者、媒体人的文章，以评论为主，有时候也间杂着一些调查报道。评论一般为政治性评论，既有针对时事的评论，也有理论性较强的学术性评论。涉及政治、经济、社会、文化等诸多方面。
高瑜、刘逸明、姚监复、陈子明是该栏目中比较活跃的作者，其他作者还有长平、焦国标、赵达功、野渡、老虎庙等。该栏目文章不定期地更新，每个星期都会选择部分文章在德国之声的晚间广播节目中播出。海外的读者可以直接通过登录德国之声中文网站查看，而中国大陆的读者则需要通过使用代理服务器的方式造访。